# 辛度·普斯里旺
辛度·普斯里旺（羅馬化：Sindhu Pulsirivong），泰國企業家，曾長期擔任泰國撞球運動協會（BSAT）主席。他也曾擔任過世界職業撞球與司諾克協會（WPBSA）、世界撞球總會（WCBS）、國際撞球與司諾克協會（IBSF）與亞洲撞球聯合會（ACBS）等國際運動組織的主席，在泰國擁有「司諾克教父」的稱號。
2016年，辛度·普斯里旺與史都華·賓漢、雷克斯·威廉士一起入選司諾克名人堂。